# Jean Bolikango
Jean Bolikango, né le 4 février 1909 à Kinshasa et décédé le 17 février 1982 à Liège, est un enseignant, journaliste, et homme politique congolais. Il a entamé une carrière politique à l'époque de l'accession du Congo belge à l'indépendance et a contribué à l'obtention de l'indépendance.
Il a participé aux gouvernements Iléo, Iléo II et Mulamba.

## Biographie
Bolikango est né le 4 février 1909 à Kinshasa.
Il est enseignant au collège Saint-Joseph à Saint-Anne à Kinshasa de 1926 à 1958 sous la direction de Raphaël de la Kethulle. Il représente l’enseignement catholique à l’Exposition universelle de 1958 à Bruxelles.
Il est le premier Commissaire général à l’information du Congo-Belge et du Rwanda-Urundi.
En 1959, il s’engage dans la politique et dirige le Parti de l’unité nationale (PUNA) et il est élu député national de la Mongala.